# Абди паша Черкез
Абди паша Черкез (на турски: Abdi Paşa, Çerkes) е османски офицер и чиновник.

## Биография
Валия е в Шкодра от 1857 до 1861 и от 1862 до 1863 година. В април 1863 – април 1869 г. командва Втора армия, юни 1869 – август 1871 г. – Трета армия, август – ноември 1871 г. отново Втора армия, ноември 1871 – февруари 1872 г. – Четвърта армия и от април 1872 до август 1873 година отново е командир на Втора армия.
В 1875 – 1876 година е началник на полицията (заптиетата), а от декември 1876 до април 1877 година е валия на Битолския вилает и главнокомандващ на Трета армия.
Умира в 1880 година.